# Shannon Conservation Park
Shannon Conservation Park är en park i Australien. Den ligger i delstaten South Australia, omkring 290 kilometer väster om delstatshuvudstaden Adelaide.
Trakten runt Shannon Conservation Park är nära nog obefolkad, med mindre än två invånare per kvadratkilometer.. Det finns inga samhällen i närheten.
Trakten runt Shannon Conservation Park består till största delen av jordbruksmark. Genomsnittlig årsnederbörd är 516 millimeter. Den regnigaste månaden är juni, med i genomsnitt 123 mm nederbörd, och den torraste är januari, med 14 mm nederbörd.